# آنتونی بنکارل
آنتونی بنکارل (انگلیسی: Anthony Bancarel؛ زادهٔ ۱۵ مهٔ ۱۹۷۱) بازیکن فوتبال سابق اهل فرانسه است که در پست مهاجم بازی می‌کرد.
از باشگاه‌هایی که در آن بازی کرده‌است می‌توان به باشگاه فوتبال سیون، باشگاه فوتبال کان، باشگاه فوتبال بوردو، باشگاه فوتبال گنگام، باشگاه فوتبال تولوز، و باشگاه فوتبال آژاکسیو اشاره کرد.
وی همچنین در تیم ملی فوتبال France B بازی کرده‌است.